# Jean-Louis Gagnaire
Pour les articles homonymes, voir Gagnaire.
 (mai 2020).
Si vous disposez d'ouvrages ou d'articles de référence ou si vous connaissez des sites web de qualité traitant du thème abordé ici, merci de compléter l'article en donnant les références utiles à sa vérifiabilité et en les liant à la section « Notes et références ».
Jean-Louis Gagnaire, né le 29 avril 1956 à Saint-Étienne (Loire), est un homme politique français.

## Biographie
Il passe son enfance à Saint-Bonnet-le-Château (Loire). Il est parent de Pierre Gagnaire par son grand-père paternel. Au cours de ses études, il a travaillé avec Didier Porte, chroniqueur humoriste à France Inter (1980 - 1981) et étudiant avec Isabelle Petit du groupe les Calamités au moment de son succès au Top 50 (1988 - 1989).

### Formation universitaire
Après une formation à l'Institut supérieur de gestion commerciale et des études en sciences de l'éducation (licence et maîtrise), il obtient une licence d'administration publique à l'Institut d'études politiques (IEP) de Lyon, puis est détaché à l'ENA pour préparer le concours voie interne à l’IEP de Grenoble (Certificat du cycle préparatoire ENA)

### Parcours professionnel
Ouvrier dans une usine de boules de pétanque (Obut) puis caissier d'un grand magasin pour financer ses études, il devient gérant de la PME familiale au décès de son père. Il intègre ensuite l'éducation nationale comme surveillant d'externat, instituteur, Conseiller principal d'Éducation, chargé de cours de droit public à l'université de Saint-Étienne jusqu'à sa première élection en 1998. 
Il est aussi cofondateur de la MJC, « Maison pour Tous » de Saint-Bonnet-le-Château.

## Engagement politique
Issu d'une famille où la politique est souvent au centre des débats avec un père plutôt gaulliste et une marraine ancienne adjointe communiste à Lorette (42), il adhère au Parti socialiste (PS) en 1982. Il se définit lui-même comme un ancien « jospiniste de la première heure », et sur la ligne politique de Pierre Moscovici, Dominique Strauss-Kahn puis des Réformateurs en soutien à Manuel Valls et Emmanuel Macron. Secrétaire fédéral chargé des élections du PS de la Loire de 1991 à 2003, il devient membre de la commission nationale des conflits du PS entre 2003 et 2005. À la suite du congrès de Reims, il reprend du service comme secrétaire fédéral chargé des élections auprès de Régis Juanico, député PS de la Loire et 1er fédéral de la Loire.
Jean-Louis Gagnaire « tourne la page » du PS et rejoint Emmanuel Macron. En octobre 2017, il est nommé référent de La République en marche dans la Loire. En désaccord avec les décisions gouvernementales d’annuler le projet de reconstruction de la 
Maison d’Arrêt de La Talaudière et d’abandonner unilatéralement le projet d’autoroute A45 entre 
Saint-Etienne et Lyon il démissionne de ses fonctions en septembre 2019
Cofondateur de Territoires de progrès avec Gilles Savary, Jean Yves le Drian et d’anciens réformateurs du PS, il devient délégué départemental dans la Loire en 2020. Il en démissionne avec tous les cofondateurs à la fusion avec Renaissance décidée par Olivier Dussopt
Il reprend du service en mobilisant 55 anciens ministres, parlementaires, présidents de Région, départements, Maires… pour "remettre sur les rails" les accès ferroviaires français au tunnel international du Lyon-Turin

### Mandats électifs
Il a été membre du Conseil général de la Loire et de Rhône-Alpes en 1998. Réélu conseiller général en 2004 avec 56,26 % des voix, il conduit la liste départementale de Jean-Jack Queyranne (Parti socialiste) lors des scrutins régionaux de 2004 et 2010 et devient vice-président chargé du Développement économique, industrie et PME de la région Rhône-Alpes. Après les élections législatives de 2007, il démissionne de son mandat de conseiller général le 27 juillet 2007 pour se mettre en conformité avec la loi sur le cumul des mandats.
Il est élu député le 17 juin 2007, pour la XIIIe législature (2007-2012), dans la deuxième circonscription de la Loire en battant, au deuxième tour, le député sortant Christian Cabal (UMP) avec 53,99 % des suffrages. Il fait partie du groupe Socialiste, radical et citoyen (SRC). Il est membre de la commission des affaires économiques de l'Assemblée nationale.
Il accepte la proposition de figurer en 3e position de la liste municipale conduite par Maurice Vincent. Compte tenu de son expérience régionale auprès de milieux économiques et des partenaires sociaux, il est présenté comme le futur responsable du développement économique à la ville et à l'agglomération au cours de la campagne électorale[réf. nécessaire]. Il démissionne du Conseil municipal de Saint-Étienne le 1er avril 2008.
Il est réélu député le 17 juin 2012, pour la XIVe législature (2012-2017) avec 59,93 % des suffrages. 
De 2012 à 2017, membre de la Commission des finances, rapporteur spécial du budget de la Fonction publique puis de l’Économie (a/c 2014) il soutient activement les gouvernements de Jean Marc Ayrault, Manuel Valls et Bernard Cazeneuve notamment lors du débat de la loi dite « Travail ». Il s’abstient en revanche sur le vote de la déchéance de nationalité.
À la suite des attentats du 13 novembre 2015 et du direct « imprudent » de BFM TV lors de la prise d'otages de l'Hyper Cacher, il cosigne dans le cadre de la loi de prolongation de l'état d'urgence un amendement présenté par la députée de Paris Sandrine Mazetier visant, contre l'avis du gouvernement, à rétablir la censure sur la presse, la radio, le cinéma et le théâtre.
Il ne se représente pas aux élections législatives de 2017.

## Liste des mandats
- mars 1998 à août 2007 : conseiller général de la Loire (démission le 27 juillet 2007)
- mars 1998 : conseiller régional de Rhône-Alpes
- mars 2004 à mars 2010 : vice-président délégué au Développement économique de la région Rhône-Alpes
- Du le 20 juin 2007 au 20 juin 2017 : député de la 2e circonscription de la Loire
- mars 2008 : conseiller municipal de Saint-Étienne (démission 1er avril 2008)
- mars 2010 à décembre 2015 : vice-président délégué au Développement économique et de l'Innovation de la région Rhône-Alpes

## Décoration
- Chevalier de la Légion d'honneur (2019)[6].